# تقی‌آباد (شاهرود)
تقی‌آباد روستایی در دهستان خرقان بخش بسطام شهرستان شاهرود استان سمنان ایران است.

## جمعیت
بر پایه سرشماری عمومی نفوس و مسکن در سال ۱۳۹۵ این روستا بدون جمعیت بوده‌است.